# Penisola Condor
La penisola Condor è una penisola lunga circa 56 km in direzione est-ovest e larga dai 19 ai 28 km, situata sulla costa orientale della Terra di Palmer, in Antartide. Completamente ricoperta dai ghiacci, la penisola si trova in particolare sulla costa di Black, dove si estende nel mare di Weddell separando l'insenatura di Odom, a nord, dall'insenatura di Hilton, a sud, e dove vede le sue coste completamente occupate dai ghiacci della piattaforma glaciale Larsen D. Sulle frastagliate coste della penisola si aprono diverse calette in cui fluiscono ghiacciai ancora senza nome.

## Storia
La penisola Condor fu scoperta grazie a fotografie aeree scattate il 30 dicembre 1940 nel corso della spedizione del Programma Antartico degli Stati Uniti d'America svolta nel 1939-41 al comando di Richard Evelyn Byrd e fu in seguito completamente cartografata grazie a ricognizioni terrestri svolte sia da membri della Spedizione antartica di ricerca Ronne, condotta nel 1947-48 al comando di Finn Rønne, sia del British Antarctic Survey, al tempo ancora chiamato "Falkland Islands Dependencies Survey" (FIDS). La penisola fu così battezzata dal Comitato consultivo dei nomi antartici in onore del modello di biplano utilizzato nel sopraccitato volo, un Curtiss T-32 Condor II, utilizzato poi, sempre durante la spedizione di Byrd, per decine di altri voli esplorativi sopra la Penisola Antartica e le sue coste.